# Алси (река)
Алси (англ. Alsea River) — река на западе штата Орегон, США. Длина составляет около 78 км; площадь бассейна — 1207 км². Средний расход воды в районе города Тайдуотер, в 34 км от устья, составляет 42 м³/с.
Берёт начало в горах вблизи невключённой территории Алси. Образуется как слияние истоков — Северная Алси и Южная Алси. Почти на всём своём течении за исключением нижних 10 км протекает через территорию национального леса Сайусло. Течёт преимущественно в западном направлении и впадает в Тихий океан вблизи города Уолдпорт. Орегонская трасса № 34 проходит вдоль реки Алси и пересекает её примерно в 13 км от устья.
Река является местом нереста таких рыб как: чавыча, кижуч, микижа и лосось Кларка.